# شر (فرانسه)

شر (به فرانسوی: Cher) هجدهمین شهرستان فرانسه است و در مرکز این کشور قرار دارد. این شهرستان در استان سانتر است و فرمانداری آن در شهر بورژ است.
مساحت این شهرستان  ۷٬۲۳۵ کیلومتر مربع و جمعیت آن ۳۱۳٬۲۵۱ نفر است. این شهرستان در خلال انقلاب فرانسه بر پا گردید.